# Comexp
Comexp — российская компания, разработчик решений для контроля качества телевещания, мониторинга выходов рекламы и прочего контента.

## Деятельность
Компания Comexp основана в 2006 году. С 2009 года осуществляет мониторинг регионального телеэфира на базе собственной запатентованной технологии распознавания образов. На конец 2014 года Comexp ведет круглосуточный мониторинг более 1000 каналов в 150 городах России и Казахстана.
Компания Comexp реализует проекты мониторинга регионального телеэфира с целью контроля качества сигнала и бесперебойности вещания для каналов СТС, Домашний, Перец, РЕН ТВ и др.
Выполняет мониторинг выходов рекламных роликов в регионах, сотрудничая с Tele2 Россия, рекламными агентствами и др.

## Направления специализации
- Мониторинг выходов рекламы на ТВ.
- Мониторинг качества регионального телевещания.
- Разработка систем контроля наличия и качества телевизионного сигнала.
- Прикладные разработки по поиску и управлению видео на базе собственной технологии распознавания образов.

## Крупные проекты
- Мониторинг регионального телевизионного эфира всех каналов холдинга СТС Медиа - СТС, Домашний, Перец[2].
- Проект мониторинга телеэфира канала РЕН ТВ в регионах России[3].
- Совместный проект с компанией ASTEL по мониторингу регионального эфира 31 канала в Казахстане[6].